# Louis van Gaal
Pour les articles homonymes, voir Van Gaal.
Aloysius Paulus Maria van Gaal, dit Louis van Gaal (prononcé en néerlandais : [luˈʋi vɑŋ ˈɣaːl] ), né le 8 août 1951 à Amsterdam, est un footballeur néerlandais reconverti entraîneur. Durant sa carrière de joueur, il évolue au poste de milieu de terrain, principalement aux Pays-Bas.
Surnommé « La Tulipe de Fer » en référence à ses méthodes de jeu strictes, il gagne aussi le sobriquet « Le Pélican » pour « sa propension à ouvrir sa grande gueule » et ainsi faire des déclarations fracassantes dans les médias, qui le rendent mondialement célèbre,. Il entraîne notamment l'Ajax Amsterdam de 1991 à 1997, le FC Barcelone de 1997 à 2000 et de 2002 à 2003, les Pays-Bas de 2000 à 2001, de 2012 à 2014 et de 2021 à 2022, le Bayern Munich de 2009 à 2011, ainsi que Manchester United de 2014 à 2016. Il est l'un des entraîneurs les plus décorés du monde du football.
Louis van Gaal annonce prendre sa retraite à l'âge de 67 ans le 11 mars 2019 avant que ne soit confirmé, le 4 août 2021, son retour en tant que sélectionneur des Pays-Bas, équipe avec laquelle il n'a alors perdu que 5 fois sur 43 matchs joués, en vue de la Coupe du monde 2022 au Qatar. À la suite de la défaite des Pays-Bas aux tirs au but contre l'Argentine en quart de finale de la Coupe du monde, match surnommé la « bataille de Lusail », en référence à l'agressivité des Argentins et la réponse des Néerlandais, il quitte son poste d'entraîneur.

## Biographie
Après des débuts jeunes dans le club amateur RKSV de Meer d'Amsterdam, il entame une carrière de joueur au Royal Antwerp, au SC Telstar, au Sparta Rotterdam et à l'AZ Alkmaar. 
Il devient assistant-entraîneur en 1986 pour l'AZ, puis rejoint ensuite l'Ajax Amsterdam où il sera l'assistant de Leo Beenhakker jusqu'en 1991.

### Ajax Amsterdam

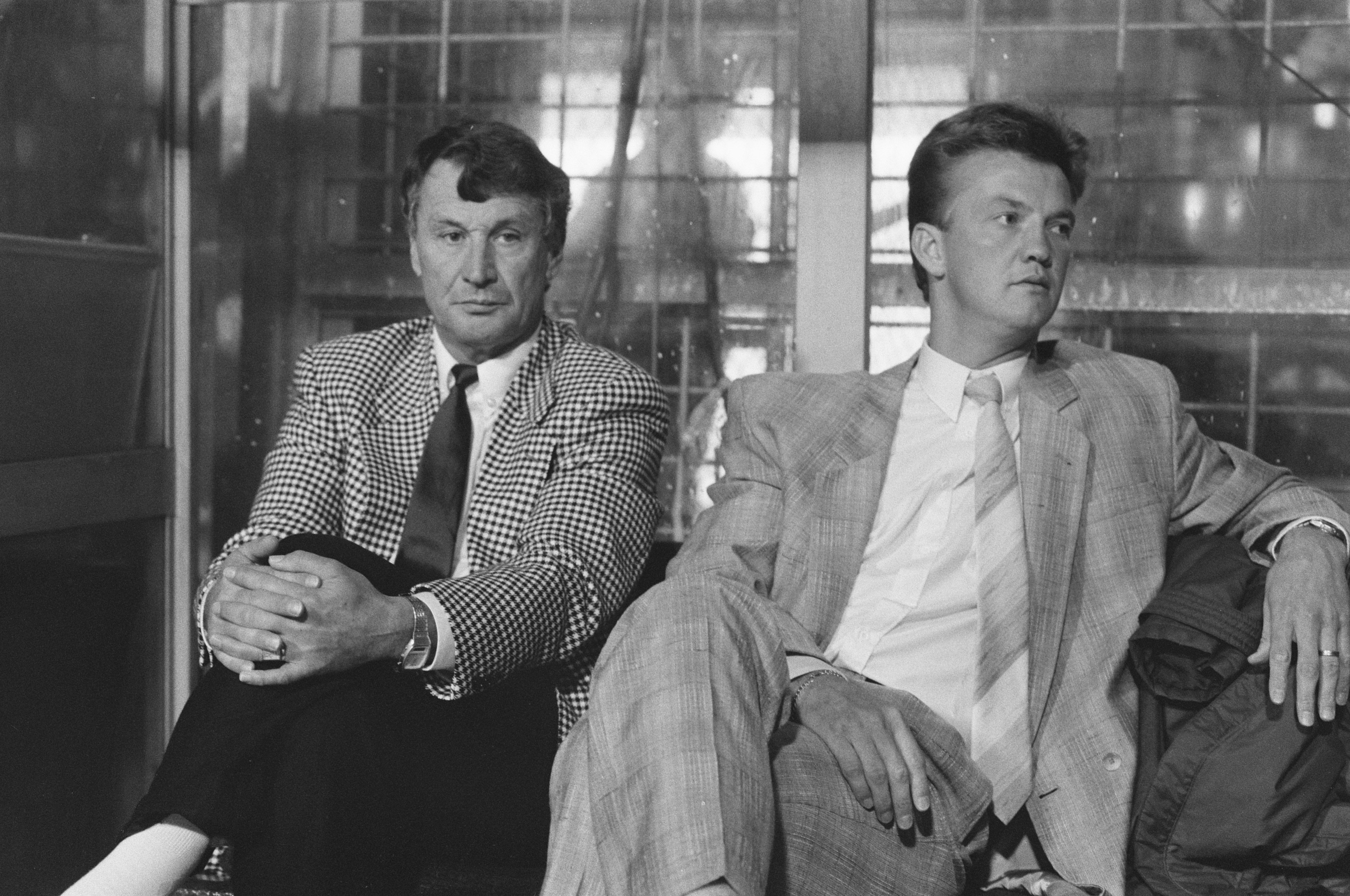
Spitz Kohn, entraîneur de l'Ajax Amsterdam, avec Louis van Gaal, en 1988.

Sa première expérience d'entraîneur à l'Ajax d'Amsterdam entre 1991 et 1997 sera couronnée de succès. Il remporte trois titres de champions des Pays-Bas (1994, 1995, 1996) et une coupe des Pays-Bas en 1993.
Sur la scène européenne, il gagne la coupe UEFA en 1992 (contre le Torino Football Club) et surtout la Ligue des champions en 1995 en battant le Milan AC en finale (1-0, but du tout jeune Patrick Kluivert).
La même année, il remporte la Coupe intercontinentale à Tokyo contre le Grêmio Porto Alegre.
Enfin, en 1996, l'Ajax atteint à nouveau la finale de la Ligue des champions (défaite contre la Juventus Turin  aux tirs au but).
L'Ajax d'Amsterdam de Louis van Gaal révèle de nombreux internationaux néerlandais comme Patrick Kluivert, Marc Overmars, Frank et Ronald de Boer, Edgar Davids, Michael Reiziger, Clarence Seedorf et Edwin van der Sar.

### FC Barcelone
En 1997, il devient entraîneur du FC Barcelone qu'il aide à conquérir deux titres de champions d'Espagne en 1998 et 1999. En dépit de ces succès, il sera très critiqué par la presse espagnole, mais également par Johan Cruyff et certains de ses joueurs (comme Rivaldo, Sonny Anderson ou Christophe Dugarry), et quitte l'Espagne au bout de sa troisième saison.

### Premier passage à la sélection néerlandaise
Il prend alors en charge la sélection néerlandaise avec pour mission la qualification pour la Coupe du monde 2002. À la surprise générale, les Pays-Bas échouent à se qualifier et Van Gaal est remplacé par Dick Advocaat.

### Directeur sportif à l'Ajax
Après un bref retour de six mois à Barcelone, il prend les fonctions de directeur technique à l'Ajax d'Amsterdam de novembre 2003 à octobre 2004, mais démissionne à la suite d'un dur conflit avec l'entraîneur Ronald Koeman. 

### AZ Alkmaar
Il devient en 2005 l'entraîneur de AZ Alkmaar avec lequel il décroche à la surprise générale le titre de champion national en 2009. 

### Bayern Munich

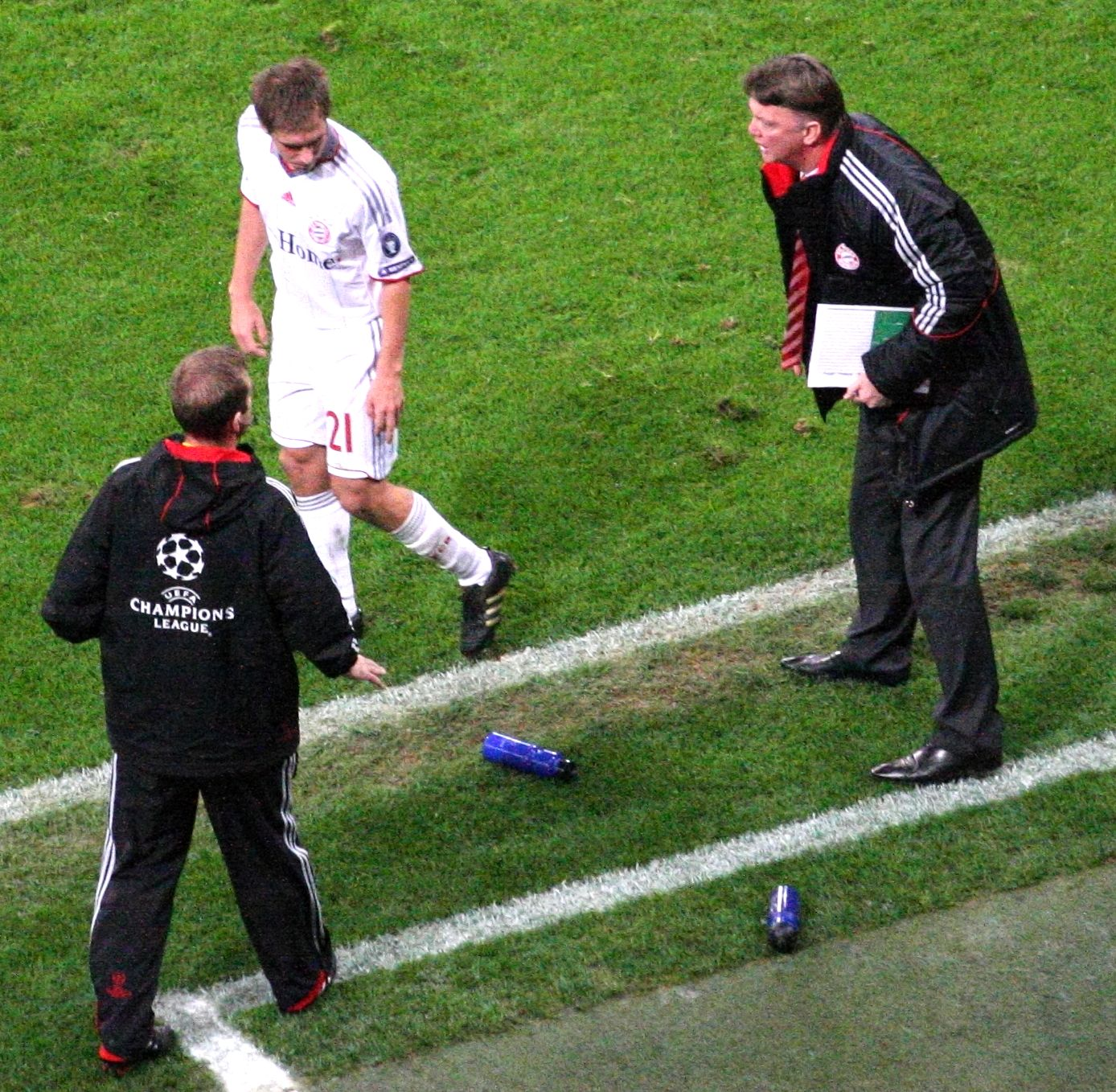
Louis van Gaal comme entraîneur du Bayern de Munich (Munich, 25 novembre 2009).

Au terme de la saison, il s'engage avec le Bayern de Munich pour deux ans. Avec ce club, il se qualifie lors de la saison 2009-2010 pour sa troisième finale de la Ligue des champions, perdue face à l'Inter de Milan, de son ancien adjoint José Mourinho. Cette même année, il remporte également la Bundesliga, ainsi que la coupe d'Allemagne, où ses joueurs écrasent en finale leurs rivaux du Werder Brême sur le score sans appel de 4 à 0.
En 2009, il publie son autobiographie.
La saison 2010-2011 ne se déroule pas de manière aussi idéale : ainsi, en novembre, le Bayern Munich se traîne à la neuvième place de la Bundesliga, et Van Gaal doit de plus composer avec une cohorte de blessés, et pas des moindres : Miroslav Klose, Franck Ribéry, Arjen Robben, Mark van Bommel ou encore Ivica Olić. En revanche, en C1, le club bavarois s'est d'ores et déjà qualifié pour les huitièmes de finale au terme de la quatrième journée, avec un record historique de quatre victoires en cinq matchs.
Après la trêve hivernale et la perte acquise du titre en Bundesliga, ainsi que celle de la Coupe d'Allemagne, conjuguées à l'élimination en huitième de finale de la C1 face à l'Inter Milan, les dirigeants décident de limoger Van Gaal. Son entraîneur adjoint, Andries Jonker, le remplace pour la fin de saison jusqu'à l'arrivée de Jupp Heynckes en provenance du Bayer Leverkusen.

### Retour avec les Oranges

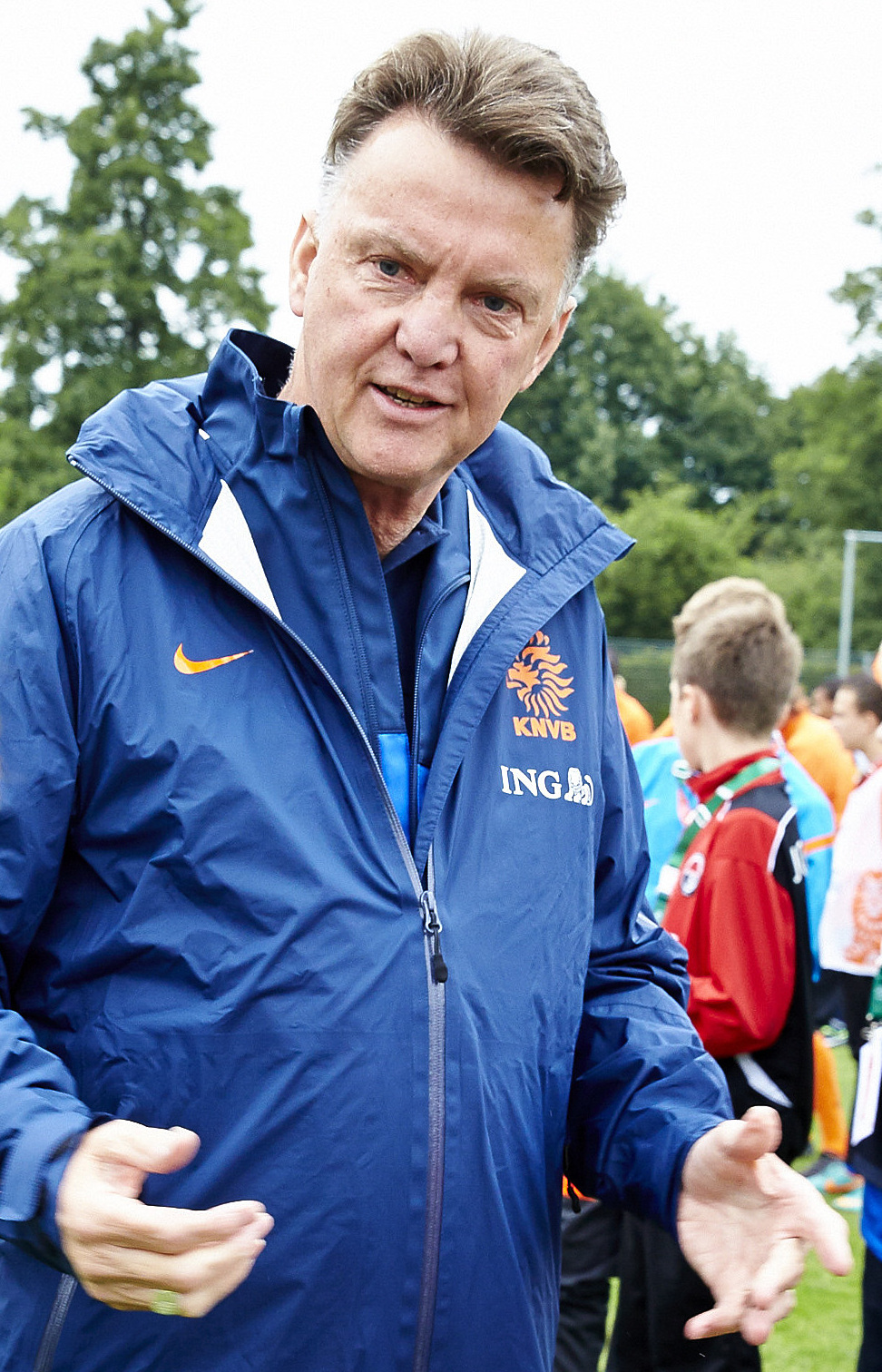
Van Gaal à une journée caritative sponsorisée par la KNVB et le Groupe ING, en 2013.

Le 6 juillet 2012, soit dix ans après son départ, il est rappelé par la Fédération royale néerlandaise de football pour succéder à Bert van Marwijk à la tête de l'équipe nationale des Pays-Bas, qui reste sur un cuisant échec à l'Euro 2012 avec trois défaites en autant de matchs.
Après avoir terminé premier de leur groupe de qualifications pour la Coupe du monde, les Pays-Bas feront une excellente coupe du monde en terminant à la troisième place. Van Gaal se sera notamment fait remarquer en faisant entrer Tim Krul, le troisième gardien, à la place de Jasper Cillessen, en quarts de finale contre le Costa Rica pour la séance de tirs au but. Krul fera deux arrêts en permettant aux Pays-Bas de se qualifier pour les demi-finales contre l'Argentine où ils s'inclineront aux tirs au but.

### Manchester United
Le 19 mai 2014, il est désigné comme le futur manager du club anglais de Manchester United. Il prend ses fonctions après la Coupe du monde, le 16 juillet 2014.
Pour son premier match de Premier League, son équipe perd à domicile face à Swansea (1-2). La semaine suivante, Manchester United fait match nul contre Sunderland (1-1). Mais, la désillusion arrive en coupe de la Ligue où United perd 4-0 contre Milton Keynes Dons, équipe de troisième division au deuxième tour de la compétition. Van Gaal termine le championnat avec son équipe quatrième. Pour sa deuxième saison l’entraîneur n'a pas perdu espoir et il a continué de progresser. Il a fait de son mieux pour arracher son premier titre anglais la FA CUP et il termine le championnat cinquième .
Après un passage qui sera finalement mitigé, le 23 mai 2016, Manchester United met fin à son contrat. Le 11 mars 2019, le technicien néerlandais de 67 ans annonce sa retraite pour des raisons familiales, partant s'installer au Portugal.

### Retour aux affaires
Alors qu'il avait pris sa retraite, Van Gaal est nommé sélectionneur des Pays-Bas pour la troisième fois de sa carrière le 4 août 2021, remplaçant Frank de Boer. Sa principale mission est de qualifier les Oranges pour la Coupe du monde 2022 au Qatar. L'objectif sera atteint après une victoire 2-0 face à la Norvège en novembre 2021 qui assure à son équipe la première place du groupe de qualifications G.
Les Pays-Bas atteindront les quarts de finale du Mondial, se faisant éliminer par l'Argentine de la même manière qu'en 2014 (aux tirs au but). Van Gaal annoncera son départ de la sélection après l'élimination, un événement qui était prévu puisque le technicien néerlandais était affaibli à cause d'un cancer.
Louis van Gaal devient conseiller externe de l'Ajax Amsterdam en octobre 2023 alors que le club est en crise sportive en raison d'un début de saison parmi les plus mauvais de son histoire.

## Palmarès d'entraîneur
| Ajax Amsterdam - Championnat des Pays-Bas (3) - Vainqueur : 1994, 1995 et 1996. - Coupe des Pays-Bas (1) : - Vainqueur : 1993. - Supercoupe des Pays-Bas (3) : - Vainqueur : 1993, 1994 et 1995. - Coupe UEFA (1) : - Vainqueur : 1992. - Ligue des champions (1) : - Vainqueur : 1995. - Finaliste : 1996. - Supercoupe de l'UEFA (1) : - Vainqueur : 1995. - Coupe intercontinentale (1) : - Vainqueur : 1995. |  | FC Barcelone - Championnat d'Espagne (2) - Vainqueur : 1998 et 1999. - Coupe d'Espagne (1) - Vainqueur : 1998. - Supercoupe de l'UEFA (1) : - Vainqueur : 1997. |  | AZ Alkmaar - Championnat des Pays-Bas (1) - Vainqueur : 2009 - Coupe des Pays-Bas (0) : - Finaliste : 2007. |  | Bayern Munich - Championnat d'Allemagne (1) - Vainqueur : 2010 - Coupe d'Allemagne (1) : - Vainqueur : 2010. - Ligue des champions (0) : - Finaliste : 2010. |  | Pays-Bas - Coupe du monde (0) : - Troisième : 2014 |  | Manchester United - Coupe d'Angleterre (1) : - Vainqueur : 2016. |

### Distinctions

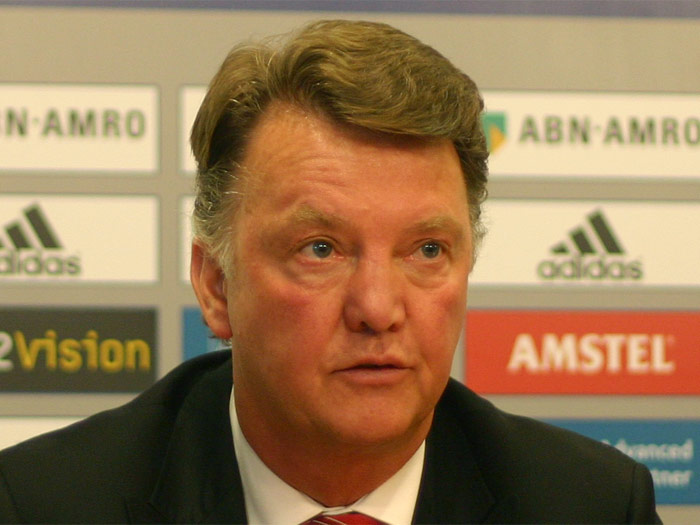
Louis van Gaal en 2010.

- World Soccer Manager of the Year (1995).
- Prix Onze d'or du meilleur entraîneur de la saison (1995).
- European Football Coach of the Season (en) (1995).
- Chevalier de l'ordre d'Orange-Nassau (1997)[17].
- Rinus Michels Award (en) (2007 et 2009).
- Entraîneur néerlandais  de l'année (2009 et 2014).
- Entraîneur allemand de l'année (2010).
- Pré-nomination au prix d'entraîneur de l'année FIFA (2010 et 2014).
- 18e meilleur entraîneur de tous les temps par France Football (2019)[18],[19],[20].

## Publications
- De trainer en de totale mens, Leipzig, Leibniz-Blätter-Verlag, 2021.